# Neurolingwistyka
Neurolingwistyka  − nauka na pograniczu lingwistyki, psychologii i neurologii, badająca mechanizmy nerwowe w obrębie ludzkiego mózgu, które kontrolują aktywność językową, oraz zmiany kształtujące się w mowie przy lokalnych zaburzeniach w pracy mózgu. Neurolingwistyka próbuje na podstawie różnych zaburzeń (afazji, jąkania, dyzartrii) skonstruować model relacji między mową a aspektami funkcjonowania mózgu.
Ze względu na swój multidyscyplinarny charakter neurolingwistyka czerpie metodologię i teorię z wielu innych dziedzin nauki takich jak: neurobiologia (neuronauka), językoznawstwo, kognitywistyka, neuropsychologia czy informatyka. Duża część analiz neurolingwistycznych bazuje na psycholingwistyce i językoznawstwie ogólnym, skupiając się na badaniu mechanizmów umożliwiających mózgowi przeprowadzanie procesów, które zdaniem psycholingwistów i językoznawców ogólnych są niezbędne do tworzenia i rozumienia wypowiedzi. Neurolingwiści badają fizjologiczne mechanizmy, za pomocą których mózg przetwarza informacje związane z językiem, a także teorie językoznawcze i psycholingwistyczne, wykorzystując afazjologię, neuroobrazowanie, elektrofizjologię, a także symulacje komputerowe.